# Обершайнфельд
Обершайнфельд (нем. Oberscheinfeld) — ярмарочная община в Германии, в земле Бавария.
Подчиняется административному округу Средняя Франкония. Входит в состав района Нойштадт-ан-дер-Айш-Бад-Виндсхайм. Подчиняется управлению Шайнфельд. Население составляет 1216 человек (на 31 декабря 2010 года). Занимает площадь 42,27 км². Официальный код — 09 5 75 157.
Община подразделяется на 19 административных единиц.

## Население
По оценке на 31 декабря 2015 года население общины Обершайнфельд составляет 1144 чел. 

| Дата      | 1840 | 1871 | 1900 | 1925 | 1939 | 1950 | 1961 | 1970 | 1987 | 2011 |
| --------- | ---- | ---- | ---- | ---- | ---- | ---- | ---- | ---- | ---- | ---- |
| Население | 1397 | 1594 | 1568 | 1433 | 1365 | 1853 | 1369 | 1309 | 1205 | 1208 |

| Год       | 1960 | 1970 | 1980 | 1990 | 2000 | 2009 | 2010 | 2011 | 2012 | 2013 | 2014 | 2015 |
| --------- | ---- | ---- | ---- | ---- | ---- | ---- | ---- | ---- | ---- | ---- | ---- | ---- |
| Население | 1338 | 1314 | 1155 | 1269 | 1309 | 1238 | 1216 | 1189 | 1190 | 1175 | 1168 | 1144 |